# Václav Hampl
Václav Hampl (* 1. července 1962 Praha) je český vědec a vysokoškolský pedagog působící na 2. lékařské fakultě Univerzity Karlovy zabývající se fyziologií, konkrétně plicní a fetoplacentární cirkulací. V letech 2006 až 2014 vykonával funkci rektora Univerzity Karlovy. V letech 2014 až 2020 byl senátorem Parlamentu ČR za obvod č. 27 – Praha 1, kde po tři funkční období (6 let) vykonával funkci předsedy Výboru pro záležitosti Evropské unie.

## Osobní život
Václav Hampl se narodil 1. 7. 1962 v dnes již zaniklé porodnici na Štvanici na Praze 7 jako druhý z pěti dětí Ing. Jasoně Hampla a PhDr. Zdenky Hamplové. Dětství a mládí prožil na Letné v Praze 7. Manželkou Václava Hampla je od roku 1988 psycholožka PhDr. Alice Hamplová, se kterou má tři děti – dvě dcery, Martu (* 1993) a Nicole (* 2002), a syna Jakuba (* 1989). Má čtyři vnuky (nar. 2014, 2016, 2021 a 2020) a dvě vnučky (nar. 2018 a 2024). Mezi jeho záliby patří lyžování, cyklistika a vodní sporty, rád cestuje a navštěvuje památky. Je skautem, v letech 1986–1991 vedl oddíl "Mayové" v rámci TJ Sokol Praha-Krč (která se po sametové obnovila jako 7. skautské středisko Blaník) a v letech 2018–2020 byl členem parlamentního skautského oddílu. Je členem Klubu Za starou Prahu.

## Vzdělání a vědecké působení

### Základní a střední vzdělání
Základní i střední vzdělání Václav Hampl získal na Praze 7. V roce 1968 nastoupil do první třídy do ZŠ Letohradská (nyní součást ZŠ Strossmayerovo náměstí), od 3. do 8. třídy pak navštěvoval ZŠ Františka Křížka (nyní ZŠ Františky Plamínkové). Po základní škole studoval na čtyřletém Gymnáziu Nad Štolou, kde v roce 1980 odmaturoval.

### Vysokoškolské a postgraduální vzdělání
V letech 1980–1985 vystudoval obor obecná biologie na Přírodovědecké fakultě Univerzity Karlovy. Pod vedením prof. Jiřího Mejsnara získal titul doktora přírodních věd (RNDr.) se závěrečnou prací Termogenní účinek noradrenalinu v kosterním svalu perfundovaném in vitro. Poté v letech 1985–1986 plnil základní vojenskou službu u 8. motostřeleckého pluku v Bratislavě.
Interní vědeckou aspiranturu absolvoval na Fakultě dětského lékařství v Motole (nyní 2. lékařská fakulta) Univerzity Karlovy pod vedením prof. Jana Hergeta. Titul kandidáta věd (CSc.) v oboru fyziologie živočichů obdržel v roce 1990 od Československé akademie věd s kvalifikační prací Reaktivita plicních cév laboratorního potkana na hypoxii.

### Vědecké zaměření, publikace a úspěchy
Václav Hampl se vědecky zaměřuje na plicní cévní reaktivitu, plicní hypertenzi, cévní roli oxidu dusnatého a regulaci fetoplacentární vaskulatury. Je autorem či spoluautorem více než 60 primárních vědeckých publikací a řady dalších odborných textů – monografií, kapitol v monografiích či přehledových článků v českých i zahraničních odborných periodicích. 

### Vědecké působení v USA a Kanadě
V roce 1991 uspěl ve výběrovém řízení na stipendium Proshek Foundation (dnes součást Fulbrightova programu) na roční post-doc výzkumnou stáž na Medical School University of Minnesota v Minneapolis, ve Spojených státech amerických. Po skončení stáže využil nabídky a na témže pracovišti pracoval další čtyři roky na výzkumu plicních cév jako výzkumný asistent až do roku 1996. Jeho mentory zde byli profesoři Edward Kenneth Weir a Stephen Lawrence Archer. V letech 1997–2000 absolvoval každoroční několikaměsíční výzkumné pobyty na Faculty of Medicine and Dentistry University of Alberta v Edmontonu v Kanadě.

### Vědecké a pedagogické působení v Česku
Na Ústavu fyziologie 2. lékařské fakulty UK působí Václav Hampl od svého návratu z USA v roce 1996 (mezi léty 2014 a 2019 jako jeho vedoucí). Budoucí lékaře, sestry a fyzioterapeuty vyučuje fyziologické předměty a je také školitelem studentů doktorských programů biomedicíny.
Docentem pro obor Fyziologie a patologická fyziologie se Václav Hampl na 2. lékařské fakulty UK stal v roce 1998. V roce 2001 získal titul doktora věd (DrSc.) na Univerzitě Karlově. Profesorem oboru Lékařská fyziologie se stal v roce 2002 na Univerzitě Karlově.
Od roku 2014 je členem vědecké rady 2. lékařské fakulty UK. V minulosti byl členem vědeckých rad Grantové agentury ČR (2014–2018), Univerzity Komenského v Bratislavě (2007–2015), nebo Masarykovy univerzity (2007–2015). Členem vědecké rady Univerzity Karlovy byl ex offo (jako rektor) 2006–2014, poté byl řádným člen 2014–2018, od té doby je členem mimořádným. V letech 2016 až 2019 byl předsedou Koordinační rady doktorského studia biomedicíny na UK.

## Veřejné působení

### Akademické
V letech 2005–2014 působil dvě funkční období jako v pořadí 507. rektor nejstarší české vysoké školy – Univerzity Karlovy. V roce 2005 byl zvolen rektorem, když zvítězil ve volbě nad dvěma bývalými děkany, Štěpánem Svačinou z 1. LF UK a Michalem Andělem z 3. LF UK. Při volbě v roce 2009 byl jediným kandidátem na funkci rektora, přičemž v hlasování obdržel jasnou většinu hlasů. Před prvním zvolením rektorem působil od roku 2000 jako člen Akademického senátu UK a v letech 2002–2005 jako jeho předseda.
V letech 2011–2014 byl předsedou České konference rektorů, přičemž předtím od roku 2006 byl jejím místopředsedou. Od roku 2018 je členem Správní rady Univerzity Pardubice.
Václav Hampl působil mezi lety 2011–2015 v nejužším vedení Evropské univerzitní asociace. Kromě toho byl také členem vedení organizace Europaeum (2009–2014), sítě 17 významných evropských univerzit, nebo například ve správní radě Komise J. Williama Fulbrighta (2014–2019), mezivládní česko-americké organizace na podporu vzdělávacích, vědeckých a kulturních výměn mezi ČR a USA.

### Ostatní
Václav Hampl je od roku 2015 předsedou Správní rady Centra paliativní péče z. ú. (CPP), první instituce v ČR, která systematicky buduje zázemí pro rozvoj paliativní péče – přístupu zaměřeného na zvyšování kvality života pacientů a jejich rodin v situaci, kdy čelí život ohrožující nemoci.
V letech 2015-2021 byl členem správní rady think-tanku Institutu pro křesťansko-demokratickou politiku, z. ú. (IKDP), který organizuje diskuze, odborné debaty, konference a uzavřené kulaté stoly, publikuje komentáře, odborné podklady, doporučení a odborné analýzy.

### Úspěchy a ocenění
Během jeho rektorského působení se začal stavět Biocev ve Vestci u Prahy (Biotechnologické a biomedicínské centrum AVČR a UK), MEPHARED v Hradci Králové (Výukové a výzkumné centrum LF HK UK a FaF UK), UniMeC v Plzni (Univerzitní medicínské centrum LFP UK) nebo Budova teoretických ústavů „Žížala“ 2. LF UK v Motole.
Za dobu svého působení v akademické sféře obdržel Václav Hampl několik ocenění, např. Distinguished Leadership Award for Internationals od University of Minnesota (2011), Zlatá medaile Univerzity Karlovy (2014), Historická medaile Univerzity Karlovy (2017).

## Politické působení

### Aktivity a postoje
Václav Hampl veřejně vystoupil např. proti plánované transformaci fakultních nemocnic na akciové společnosti, což v roce 2008 navrhoval ministr zdravotnictví Tomáš Julínek. Transformace nemocnic se i kvůli nevoli odborné veřejnosti nakonec neuskutečnila.
Důrazně vystupoval za nezávislost vysokých škol během protestů v roce 2012, které tehdy vyústily v rezignaci ministra školství Josefa Dobeše a odstoupení od plánovaných reforem, které s sebou nesly hrozbu omezení samosprávy veřejných vysokých škol a problematické aspekty v akreditacích, hodnocení kvality, funkčních místech a finančních nároků na studenty.
S prezidentem ČR Milošem Zemanem se Václav Hampl dostal do sporu mimo jiné ve věci nevole prezidenta jmenovat Martina C. Putnu profesorem. Spor skončil tak, že prezident Zeman podepsal jmenovací dekret, který Putnovi předal ministr školství Petr Fiala a Putna se tak stal profesorem.
Ve volbách do Senátu Parlamentu ČR v roce 2014 přijal nabídku na kandidaturu v obvodu č. 27 – Praha 1 jako nestraník za KDU-ČSL a Stranu zelených. Se ziskem 27,19 % hlasů vyhrál první kolo voleb a postoupil do kola druhého, kde získal 68,44 % hlasů a zvítězil (porazil tak dosavadního senátora a nestraníka za ODS Zdeňka Schwarze). Po zvolení senátorem vstoupil do senátorského klubu KDU-ČSL a nezávislí. V rámci Senátu byl Václav Hampl opakovaně zvolen předsedou Výboru pro záležitosti EU (2014, 2016, 2018).
Během inauguračního projevu po druhém zvolení prezidenta Miloše Zemana byl Václav Hampl dne 8. března 2018 jedním z patnácti politiků, kteří na znamení nesouhlasu s prezidentovou kritikou veřejnoprávních médií opustili Vladislavský sál.
Ve 12. funkčním období Senátu kandidoval Václav Hampl v listopadu 2018 na post předsedy Senátu Parlamentu ČR. V prvním kole získal 22 hlasů a postoupil z druhého místa do druhého kola, kde obdržel 24 hlasů, přičemž protikandidát Jaroslav Kubera z ODS dostal 46 hlasů, a byl tak zvolen předsedou.
V roce 2019 byl jedním ze spolu-navrhovatelů na podání ústavní žaloby na prezidenta republiky Miloše Zemana pro hrubé porušení Ústavy nebo jiné součásti ústavního pořádku. Přestože návrh Senát schválil, tak jej následně neschválila Poslanecká sněmovna a k projednání Ústavním soudem tak nedošlo.
V témže roce se Václav Hampl stal členem Dočasné komise Senátu k návrhům auditních zpráv, jejímž účelem je přednést veřejnosti podrobnou analýzu auditních zpráv Evropské komise, které byly vydané ve věci možného střetu zájmů premiéra Andreje Babiše kvůli přetrvávajícím vazbám na jeho bývalé firmy pobírající evropské dotace.
Ve volbách do Senátu PČR v roce 2020 obhajoval jako společný kandidát KDU-ČSL, hnutí SEN 21, Zelených a sdružení Praha sobě v obvod č. 27 – Praha 1 mandát senátora. V prvním kole získal 20,49 % hlasů, a postoupil tak ze 2. místa do druhého kola, v němž se utkal s kandidátkou ODS, STAN a TOP 09 Miroslavou Němcovou. Prohrál s ní však poměrem hlasů 36,03 % : 63,96 %, a mandát senátora se mu obhájit nepodařilo.
Ve volbách do Evropského parlamentu v červnu 2024 kandidoval jako nestraník za hnutí SEN 21 na 7. místě kandidátky uskupení „SEN 21 a Volt Česko“. Uskupení však získalo pouze 0,33 % hlasů a zvolen tak nebyl.

### Výroky
| „                                                                         | Odešel jsem v momentě, kdy začal poměrně nechutný útok na veřejnoprávní televizi. Myslím, že zvlášť v kontextu toho, jak on sám funguje na neveřejnoprávní televizi, tak je to o to nechutnější. | “ |
| — Václav Hampl ke svému odchodu z inauguračního projevu prezidenta Zemana | |   |

| „                                                       | Jednou agentem, navždy agentem. Jednou premiérem – navždy premiérem? | “ |
| — Václav Hampl k údajnému členství Andreje Babiše v StB |                                                                      |   |

| „                                                                                        | Je na místě se razantně ozvat. Je v zájmu ČR, aby vláda s Parlamentem komunikovala. | “ |
| — Václav Hampl ke sporu vlády a Senátu ohledně návrhu auditních zpráv EK z července 2019 |                                                                                     |   |

| „                                                                                       | To je fikce, která se teď začala šířit, že v Sýrii je to dobré, že už se to vyřešilo. Nevyřešilo. Zvlášť jako dítě se tam nejde vrátit. Bašárův režim se začíná mstít svým oponentům. Možná se tam vrátí, až jim bude 35 let. | “ |
| — Václav Hampl o situaci v Sýrii a o případném návratu dětských uprchlíků z března 2019 | |   |